# 바락 1

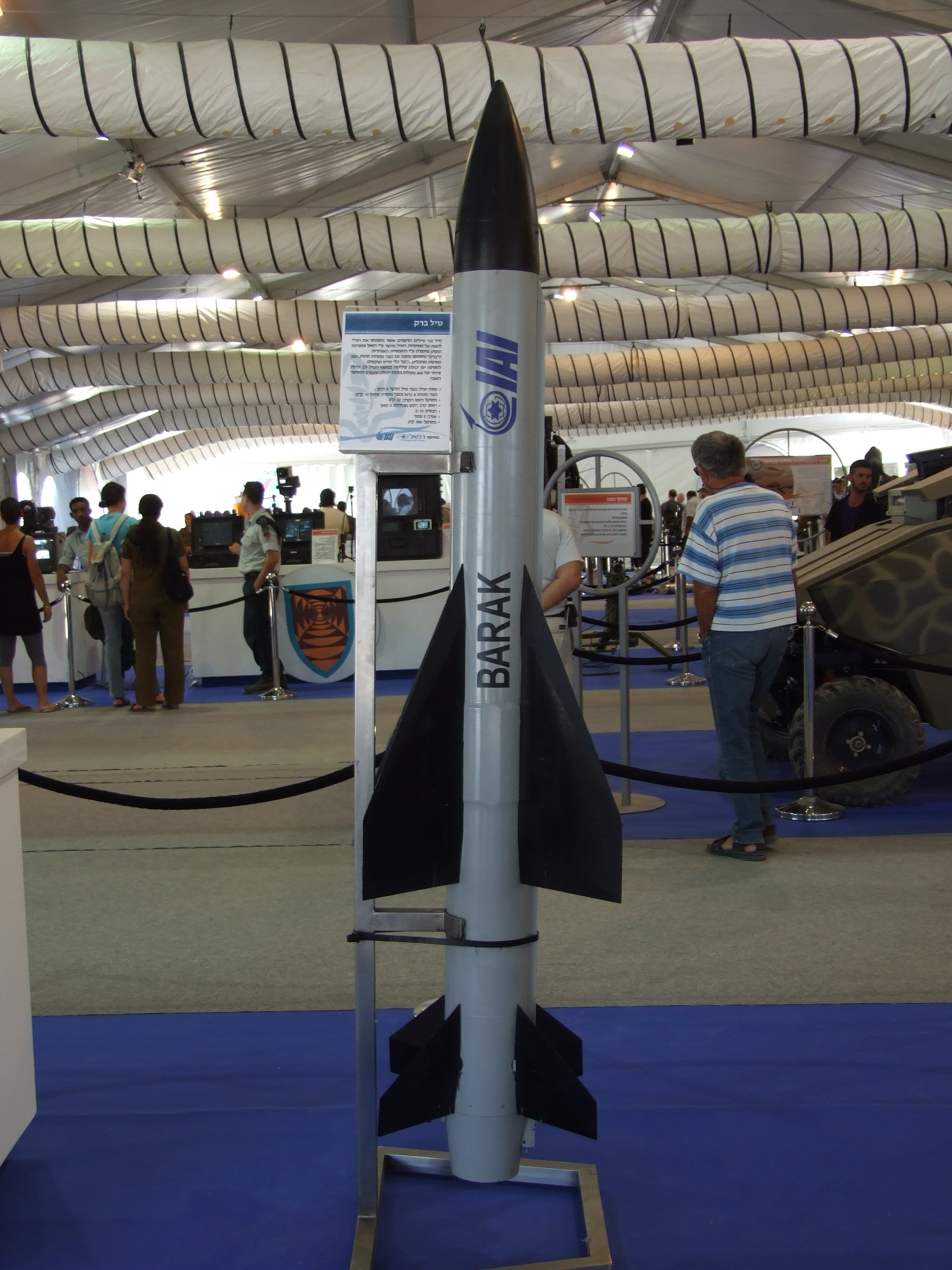

바락 미사일은 "이스라엘판 스탠더드 미사일"이다. 인도에 수출되었다. 바락8은 무게 1톤의 액티브 레이다 유도 함대공 미사일로서, 미국의 SM-6와 거의 유사하다.

## 같이 보기
- 바락 8